# Anzahl der notwendigen Behandlungen
Die Anzahl der notwendigen Behandlungen (englisch number needed to treat, kurz: NNT) ist eine statistische Maßzahl für den Nutzen einer therapeutischen Maßnahme. Sie gibt an, wie viele Patienten mit dem Medikament oder der Methode im Mittel behandelt werden müssen, um bei einem Patienten der untersuchten Population das gewünschte Therapieziel zu erreichen. Sie ist wie die absolute Risikoreduktion (ARR) ein Mittel, den Nutzen einer Behandlung in Zahlen darzustellen, und entspricht deren Kehrwert; eine größere NNT bedeutet folglich eine geringere Risikoreduktion.
In der  Präventivmedizin wird die Maßzahl NNT ebenfalls verwendet, gelegentlich als Anzahl der notwendigen Screeningvorgänge  (englisch numbers needed to screen, NNS) bezeichnet.

Der Maßzahl NNT für den Nutzen, dem Kehrwert einer absoluten Risikoreduktion, kann als Kehrwert einer absoluten Risikoerhöhung die Maßzahl NNH (englisch number needed to harm) für den Schaden gegenübergestellt werden. In der praktischen Anwendung ist es sinnvoll, das Maß für die Anzahl an Behandlungen, einem Patienten zu nützen, zu vergleichen mit dem Maß für die Anzahl an Behandlungen, einem Patienten zu schaden. Dies gilt beispielsweise auch für ein Screening im Rahmen von Vorsorgeuntersuchungen.

## Berechnung
Man kann die Zusammenhänge mithilfe einer Vierfeldertafel illustrieren. Diese stellt eine Möglichkeit der Auswertung einer wissenschaftlichen Untersuchung dar. Idealerweise handelt es sich um eine prospektive, kontrollierte und randomisierte klinische Studie.
Man vermutet, dass zwei mögliche Maßnahmen verschieden häufig zu einem bestimmten Ziel führen (Zielpunkt). Verglichen werden zwei (Patienten)gruppen, die sich nur durch die angewandte Maßnahme unterscheiden. Andere Einflussfaktoren wurden durch die Randomisierung ausgeschlossen. Man ermittelt durch eine standardisierte Untersuchung, bei wie vielen Patienten der jeweiligen Gruppe das Ziel erreicht wurde und bei wie vielen es verfehlt wurde.
|            | Zielpunkt |                |
|            | erreicht  | nicht erreicht |
| Maßnahme 1 | A         | B              |
| Maßnahme 2 | C         | D              |

Dabei steht:
- A für die Anzahl der Patienten, bei denen mit Maßnahme 1 das Ziel erreicht wurde,
- B für die Anzahl der Patienten, bei denen mit Maßnahme 1 das  Ziel nicht erreicht wurde,
- C für die Anzahl der Patienten, bei denen mit Maßnahme 2 das Ziel erreicht wurde,
- D für die Anzahl der Patienten, bei denen mit Maßnahme 2 das  Ziel nicht erreicht wurde.

Die ARR (Absolute Risikoreduktion) berechnet sich dann wie folgt:
{\displaystyle ARR={\frac {A}{A+B}}-{\frac {C}{C+D}}}
Eine positive Absolute Risikoreduktion bedeutet eine Überlegenheit von Maßnahme 1 gegenüber Maßnahme 2. Hat die Absolute Risikoreduktion einen negativen Wert, bedeutet dies eine Unterlegenheit von Maßnahme 1. Für die Aussagekraft der ARR ist weiterhin ihr Konfidenzintervall wichtig.
Die NNT berechnet sich wie folgt:
{\displaystyle NNT={\frac {1}{ARR}}}
oder
{\displaystyle NNT={\frac {1}{{\frac {A}{A+B}}-{\frac {C}{C+D}}}}}
Eine negative ARR würde man nicht als negative number needed to treat, sondern als positive number needed to harm (NNH) darstellen.
{\displaystyle NNH=-NNT}

### Rundung
Da die NNT eine Anzahl von (zu behandelnden) Patienten bezeichnet, werden die Angaben in der Regel auf ganze Zahlen aufgerundet: wenn das rechnerische Ergebnis „4,2304 Patienten“ wäre, gibt man an, dass (mindestens) 5 Patienten behandelt werden müssen, damit ein Patient mehr das erwünschte Ergebnis erreicht.

## Wertigkeit
Wichtig ist, dass die Werte der NNT bzw. der ARR streng genommen zunächst nur für die Studie gelten, innerhalb der sie ermittelt wurden. Die externe Validität der Studie beschreibt die Übertragbarkeit nach außen – das heißt auf einen speziellen Fall oder auf eine allgemeingültige Aussage. Daher ist es wichtig, dass neben der NNT auch die Gruppen, der Zeitraum und der Zielpunkt genau beschrieben werden. Beispiel:
Werden männliche weiße Patienten im Alter zwischen 23 und 34 Jahren, die an Schnupfen erkrankt, sonst aber kerngesund sind, für sieben Tage mit 5 g von Medikament A behandelt, so müssten 100.000 Patienten behandelt werden, damit 1 Patient mehr nach 10 Tagen schnupfenfrei wird, als es ohne irgendeine Behandlung der Fall gewesen wäre.